# Canariomys tamarani
Espèce
Le Canariomys tamarani est une espèce éteinte de rongeurs qui se rencontrait sur l'île de Grande Canarie.

## Sources